# Aktywiści
Aktywiści – określenie środowisk i ugrupowań politycznych, które liczyły na odbudowę państwowości polskiej w oparciu o Austro-Węgry i Niemcy, zwłaszcza po manifeście ich cesarzy z 5 listopada 1916 r. W Królestwie Polskim orientację tę reprezentowały m.in. PPS-Frakcja Rewolucyjna, Polskie Stronnictwo Ludowe, Narodowy Związek Robotniczy, Narodowy Związek Chłopski (grupa Aleksandra Zawadzkiego), Klub Państwowców Polskich; na terenie Galicji – Naczelny Komitet Narodowy. W 1917 r. większość ugrupowań aktywistycznych straciła złudzenia co do obietnic państw centralnych. Orientację te podtrzymywały niektóre ugrupowania klas posiadających i nieliczni zwolennicy Zawadzkiego, który głosił hasła germanofilskie oraz powstałe w lutym 1917 r. Zjednoczenie Ludowe.